# Bauwirtschaft

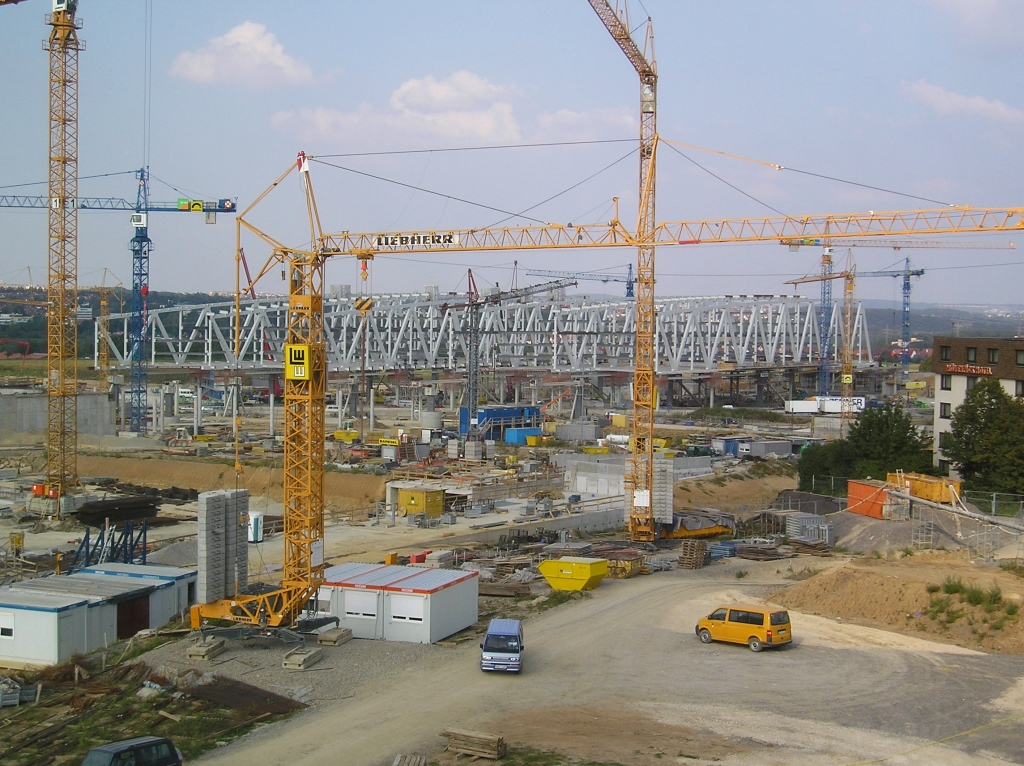
Hochbau als Teil der Bauwirtschaft

Die Bauwirtschaft (auch das Baugewerbe) ist ein Wirtschaftszweig, der Planungs-, Ausführungs- und Veränderungsleistungen an Bauwerken erbringt. Maßgeblicher Träger der Bauwirtschaft sind die Bauunternehmen der verschiedenen Gewerke. Nicht Teil der Bauwirtschaft sind die Baustoffindustrie, Baubehörden und Bauforschungsinstitute sowie Bauträgergesellschaften. Der Bauwirtschaft kommt eine bedeutende Rolle für die Gesamtwirtschaft zu.

## Einteilung nach statistischem Bundesamt
Die nachstehende Einteilung entspricht nicht der statistischen Systematik der Wirtschaftszweige in der Europäischen Gemeinschaft, welche durch EU-Verordnungen geregelt wird. Sie wird jedoch vielfach noch verwendet und ist auch Teil von verschiedenen deutschen gesetzlichen Bestimmungen. So unterteilt u. a. das statistische Bundesamt die Bauwirtschaft in folgende Gruppen:
Bauhauptgewerbe
Unternehmen, welche dem Bauhauptgewerbe zugerechnet werden, beschäftigen sich überwiegend mit der Ausführung des Rohbaus in Hoch- und Tiefbau sowie dem Straßenbau. In Deutschland gibt es eine Legaldefinition des Bauhauptgewerbes in § 1 Abs. 2 der Baubetriebe-Verordnung.
Ausbaugewerbe
Zum Ausbaugewerbe (auch Baunebengewerbe) zählen alle Gewerke, welche sich mit dem Ausbau von Bauwerken beschäftigen. Das sind beispielsweise: Ofen- und Luftheizungsbauer, Fliesen-, Platten- und Mosaikleger, Stuckateure, Estrichleger, Parkettleger, Klempner, Rollladen- und Sonnenschutztechniker, Installateur und Heizungsbauer, Raumausstatter, Elektrotechniker, Maler und Lackierer und Tapezierer sowie Bauschlosser und Tischler.

## Einteilung nach NACE
Die Einteilung der Bauwirtschaft ist im Jahr 1996 im Zuge der Systematisierung und Harmonisierung von Wirtschaftszweigen in der Europäischen Gemeinschaft durch die Statistische Systematik der Wirtschaftszweige in der Europäischen Gemeinschaft (NACE) gegliedert worden. Im Jahr 2008 erhielt die Gliederung die vorerst letzte Revision. Die für die Bauwirtschaft relevante Abteilung F ist in drei Unterabteilungen gegliedert. Folgende Unterabteilungen werden in der Klassifikation benannt:
41 Hochbau
Diese Abteilung umfasst die Errichtung von Gebäuden aller Art. Dazu zählen Neubau, Instandsetzung, An- und Umbau, die Errichtung von vorgefertigten Gebäuden oder Bauwerken auf dem Baugelände sowie provisorischer Bauten.
42 Tiefbau
Diese Abteilung umfasst den Bau von Tiefbauten. Dazu zählen Neubau, Instandsetzung, An- und Umbau, die Errichtung von vorgefertigten Bauwerken auf dem Baugelände sowie provisorischer Bauten.
43 Vorbereitende Baustellenarbeiten, Bauinstallation und sonstiges Ausbaugewerbe
Diese Abteilung umfasst den spezialisierten Hoch- und Tiefbau, also die Durchführung von Teilarbeiten an Hoch- und Tiefbauten oder die entsprechenden Vorarbeiten. Im Allgemeinen handelt es sich um spezialisierte Tätigkeiten, die besondere Fachkenntnisse bzw. Ausrüstungen erfordern. Dazu zählen Tätigkeiten wie Pfahlgründung, Fundamentarbeiten, Rohbau, Betonbau, Maurerarbeiten, Pflasterarbeiten, Gerüstbau, Dachdeckung usw. Die Errichtung von Stahlkonstruktionen zählt ebenfalls dazu, sofern die Einzelteile nicht von derselben Einheit hergestellt werden. Die Arbeiten des spezialisierten Hoch- und Tiefbaus werden in der Regel von Subunternehmern ausgeführt, besonders die entsprechenden Reparaturarbeiten werden jedoch unmittelbar für den Eigentümer ausgeführt. Zu dieser Abteilung zählt ferner die Installation aller Arten von Anlagen der Versorgungstechnik, die für die Nutzung eines Gebäudes erforderlich sind. Diese Tätigkeiten werden meist auf dem Baugelände ausgeführt, manchmal findet jedoch auch eine werkseitige Vorfertigung statt. Hierunter fallen Tätigkeiten wie die Installation von Gas-, Wasser-, Heizungs-, Lüftungs- und Klimaanlagen, Antennen, Alarmanlagen und sonstigen elektrischen Anlagen, Sprinkleranlagen, Aufzügen, Rolltreppen usw. Ferner zählen dazu Abdichtarbeiten gegen Wasser, Wärme- und Schalldämmung, Blecharbeiten, Installation von Kühlanlagen für kommerzielle Nutzung, Installation von Beleuchtungs- und Signalanlagen für Straßen, Bahnverkehrsstrecken, Flughäfen, Häfen usw. Eingeschlossen sind auch die entsprechenden Reparaturarbeiten. Sonstiger Ausbau beinhaltet Tätigkeiten, die für den Ausbau und die Fertigstellung eines Gebäudes erforderlich sind. Dazu zählen Glaserarbeiten, Putzarbeiten, Maler- und Dekorationsarbeiten, Verlegen von Bodenbelägen wie Fliesen, Parkett, Teppichböden usw. oder Verkleiden von Wänden mit Materialien wie Fliesen, Tapeten usw., Abschleifen von Fußböden, Zimmerei, Akustikarbeiten, Fassadenreinigung usw. Eingeschlossen sind auch die entsprechenden Reparaturarbeiten.

## Unterscheidung: Handwerk und Industrie
Verschiedene deutsche Verbände und Kammern wie der Hauptverband der Deutschen Bauindustrie, der Zentralverband des Deutschen Handwerks e. V. (ZDH), der Zentralverband Deutsches Baugewerbe (ZDB) oder der Bundesverband der Deutschen Industrie e. V. (BDI) unterteilen die Bauwirtschaft in das Baugewerbe, handwerkliche Betriebe, die Mitglied mindestens einer Handwerkskammer sind, und die Bauindustrie, mittelständische und große Unternehmen, die Mitglied der Industrie- und Handelskammer sind. Die Bauindustrie umfasst zum Beispiel die Baustoff-, Steine- und Erden-Industrie. Die Verbände vertreten u. a. durch Lobbyarbeit die Interessen ihrer Mitglieder.
Die Interessen der Arbeitnehmer werden für Industrie und Handwerk von der Industriegewerkschaft Bauen-Agrar-Umwelt (IG BAU) in Frankfurt am Main wahrgenommen.

## Arbeitskreis
1986 wurde der Arbeitskreis der Professoren für Bauwirtschaft, Baubetrieb und Bauverfahrenstechnik (BBB) an den deutschsprachigen Technischen Universitäten und Technischen Hochschulen in Deutschland, Österreich und der Schweiz von Claus Jürgen Diederichs gegründet. Er leitete den Arbeitskreis bis 2004.

## Branchenzahlen
Im Mai 2015 wurden die folgenden Zahlen für 2014 in Deutschland veröffentlicht und Prognosen für 2015 angegeben.
| Kategorie                | Absolutwerte (2014) | Veränderung zum Vorjahr | Prognose 2015 Veränderung zu 2014 |
| ------------------------ | ------------------- | ----------------------- | --------------------------------- |
| Umsätze Wohnungsbau      | 29,3 Mrd. Euro      | +5,5 %                  | +2,0 %                            |
| Umsätze Wirtschaftsbau   | 27,7 Mrd. Euro      | +4,8 %                  | +1,5 %                            |
| Umsätze Öffentlicher Bau | 21,3 Mrd. Euro      | +1,6 %                  | +2,5 %                            |
| Umsätze Gesamt           | 78,3 Mrd. Euro      | +4,2 %                  | +2,0 %                            |
| Beschäftigte             | 760.000             | +0,5 %                  |                                   |

Von der Gesamtzahl der Beschäftigten im Baugewerbe waren 11,8 % Arbeitskräfte mit ausländischem Pass, eine Änderung um 10,3 % zu 2013. Für den Wohnungsbau stehen die Angaben für 2014 als Änderung gegenüber 2013. Es wurden 130.000 (Einheiten) Mehrfamilienhäuser (+9 %) und 107.000 Ein- und Zweifamilienhäuser (+2,2 %) genehmigt. Der geschätzte jährliche Bedarf an Wohnungen ist auf 272.000 geschätzt, sodass zwischen Bau und Bedarf eine Lücke von 35.000 Wohnungen besteht. Die Prognose von 2015 kann im Laufe eines flächendeckenden Zuzuges der Folgejahre, voraussichtlich, fortgesetzt werden. Die Gesamtmenge der Meldungen zu öffentlichen und privatwirtschaftlichen Bauvorhaben ist von 248.739 im Jahr 2018 um 28,5 % auf 319.607 im Jahr 2019 gestiegen.
Im Jahr 2011 erzielten die Betriebe des deutschen Bauhauptgewerbes einen Umsatz in Höhe von 106,99 Milliarden Euro. 2018 waren es bereits ca. 127 Milliarden Euro. Im Jahr 2012 erfolgten rund 17.000 Betriebsneugründungen. Zum Stichtag 30. Juni 2012 waren 9,5 Prozent der sozialversicherungspflichtig Beschäftigten im deutschen Bauhauptgewerbe Frauen. Im Jahr 2013 gab es 2,48 Millionen Erwerbstätige mit Arbeitsort in Deutschland.
Auf die Bauwirtschaft wirkten sich die Entwicklungen zum EU-Binnenmarkt um die Jahrtausendwende stärker aus als auf anderen Branchen. In den 2010er-Jahren nahmen viele Geflüchtete eine Erwerbstätigkeit oder Ausbildung in der Baubranche auf; vor allem langfristig wird in der Branche ein Potenzial für die Arbeitsmarktintegration von Flüchtlingen gesehen.